# Sceloporus bulleri
Sceloporus bulleri är en ödleart som beskrevs av  George Albert Boulenger 1894. Sceloporus bulleri ingår i släktet Sceloporus och familjen Phrynosomatidae. IUCN kategoriserar arten globalt som livskraftig. Inga underarter finns listade i Catalogue of Life.